# Top Secret (przedsiębiorstwo)
Top Secret – polska sieć odzieżowa mająca siedzibę w Łodzi. Zajmuje się projektowaniem, marketingiem oraz dystrybucją odzieży damskiej i męskiej w ponad 170 salonach w całej Polsce. Właścicielem marki jest Grupa Kapitałowa Redan S.A. Marka powstała w 1995 roku w Łodzi i została stworzona przez Radosława Wiśniewskiego. W 2007 został otwarty sklep internetowy.

## Działalność
Według stanu na styczeń 2022 marka odzieżowa Top Secret zatrudnia około 1000 pracowników w sklepach, zajmuje ponad 26 tys. m². powierzchni w salonach w całej Polsce. W 2022 przedsiębiorstwo złożyło wniosek o upadłość.